# Чжі Юн Нам
Чжі Юн Нам (кор. 지윤남, 志尹南; народився 20 листопада 1976; Пхеньян, КНДР) — північнокорейський футболіст, гравець клубу «25 квітня» та національної збірної Корейської Народно-Демократичної Республіки. Автор єдиного голу збірної на чемпіонаті світу в ПАР (матч проти збірної Бразилії, де корейці поступилися з рахунком 1-2).